# Sebas Arrocha
Sebastián Ramón Arrocha Ayut (Santa Cruz de Tenerife, 2 de julio de 1976) es un  entrenador y exjugador de baloncesto profesional de nacionalidad española. Con una altura de 1,81 metros ocupa la posición de escolta.
La mayor parte de su trayectoria deportiva ha discurrido en clubes de las Islas Canarias, principalmente en el UB La Palma. Es uno de los jugadores que más minutos ha disputado en las distintas ligas organizadas por la FEB. En noviembre de 2011 rompió la barrera de los 5000 puntos anotados en competiciones Adecco.

## Trayectoria deportiva
Como Jugador
- 1998/99. EBA. UB La Palma
- 1999/00. LEB. Badajoz Caja Rural
- 2000/02. LEB 2. UB La Palma
- 2002/03. LEB. Cantabria Lobos
- 2003/05. LEB 2. CB 1939 Canarias
- 2005/12. LEB Oro. UB La Palma

Como entrenador:
2021/2022 CD Mensajero 1 autonómica.
2023/2024 CD Mensajero 1 autonómica.